# Grinnell (Kansas)
Grinnell es una ciudad ubicada en el de condado de Gove en el estado estadounidense de Kansas. En el año 2010 tenía una población de 259 habitantes y una densidad poblacional de 199,23 personas por km².

## Geografía
Grinnell se encuentra ubicada en las coordenadas 39°7′26″N 100°37′47″O / 39.12389, -100.62972 (39.123999, -100.629852).

## Demografía
Según la Oficina del Censo en 2000 los ingresos medios por hogar en la localidad eran de $35,833 y los ingresos medios por familia eran $41,750. Los hombres tenían unos ingresos medios de $27,167 frente a los $21,500 para las mujeres. La renta per cápita para la localidad era de $20,056. Alrededor del 8.2% de la población estaban por debajo del umbral de pobreza.